# Leut
Leut est une section de la commune belge de Maasmechelen située en Région flamande dans la province de Limbourg. C'était une commune à part entière avant la fusion des communes de 1977. Leut a connu une première fusion en 1971 avec la commune de Meeswijk, avant de devenir une section de Maasmechelen en 1977.

## Démographie

### Évolution démographique avant la fusion de 1971
- Sources : INS, Rem. : 1831 jusqu'en 1961 = recensements[2].

### Évolution démographique de la commune fusionnée
Graphe de l'évolution de la population de la commune. Les données ci-après intègrent les anciennes communes dans les données avant la fusion de 1971.
- Sources : INS, Rem. : 1831 jusqu'en 1970 = recensements, 1976 = nombre d'habitants au 31 décembre[2].